# Вольское викариатство
Во́льское викариа́тство — викариатство Саратовской епархии Русской православной церкви.

## История
Учреждено 5 декабря 1849 года как викариатство Саратовской кафедры для помощи Саратовскому архиерею в управлении обширной епархией в также в целях борьбы со старообрядческим расколом. В 1850 году Саратовское Заволжье отошло к Самарской губернии, Святейший Синод признал существование Вольского викариатства нецелесообразным, и 19 декабря 1850 года оно было упразднено.
Возобновлено в январе 1896 года. Помимо помощи Саратовскому архиерею в общеепархиальном управлении Вольские епископы управляли храмами Вольска и Вольского уезда. Первоначально резиденцией Вольских архиереев являлся саратовский Спасо-Преображенский монастырь. Первым Вольским епископом, поселившимся в Вольске, стал Палладий (Добронравов). Вольским архиереям в разное время подчинялись саратовский Спасо-Преображенский, петровский Никольский и хвалынский Свято-Троицкий мужские монастыри.
После 1936 года не замещалось.
5 ноября 1943 году патриархом Сергием в Православную Церковь через покаяние был принят из обновленчества епископ Михаил (Постников), который пребывал с титулом «Вольский» на покое до 12 февраля 1944 года.

## Епископы
- 2 апреля — 19 декабря 1850 — Антоний (Шокотов)
- 8 марта 1898 — 6 февраля 1899 — Никон (Софийский)
- 14 января 1901 — 21 марта 1903 — Ермоген (Долганёв)
- 6 декабря 1903 — 28 ноября 1908 — Палладий (Добронравов)
- 18 января 1909 — 25 августа 1917 — Досифей (Протопопов)
- 5 сентября — 27 декабря 1917 — Иннокентий (Кременский)
- 11 февраля 1918 — 10 октября 1919 — Герман (Косолапов)
- 9 мая 1920 — 26 сентября 1923 — Иов (Рогожин)
- 26 сентября 1923 — 4 марта 1924 — Виссарион (Зорин)
- ок. 1924 — Петр (Соколов)
- 1924 — Варлаам (Пикалов)  в/у, еп. Новосильский
- 1925 — Григорий (Козырев)
- 21 июня 1927 — 8 октября 1928 — Симеон (Михайлов)  (в/у ?)
- 16 октября 1928 — 13 октября 1933 — Андрей (Комаров)
- 1 октября 1931 — 7 июля 1933 — Иоанникий (Попов)  в/у, епископ Камышинский
- 24 августа 1933 — 16 октября 1935 — Георгий (Садковский)
- 29 октября 1935 — 14 марта 1936 — Сергий (Куминский)  епархией не управлял; назначение отменено
- 5 ноября 1943 — 12 февраля 1944 — Михаил (Постников)  формально